# Rick Bockelie
Rick Marlow Bockelie (Oslo, 28 de mayo de 1902-Oslo, 18 de febrero de 1966) fue un deportista noruego que compitió en vela en la clase 8 Metre. Participó en los Juegos Olímpicos de París 1924, obteniendo una medalla de oro en la clase 8 Metre.

## Palmarés internacional
| Juegos Olímpicos | Juegos Olímpicos | Juegos Olímpicos | Juegos Olímpicos |
| Año              | Lugar            | Medalla          | Clase            |
| ---------------- | ---------------- | ---------------- | ---------------- |
| 1924             | París (Francia)  | Medalla de oro   | 8 Metre          |